# دونای
دونای (انگلیسی: Donnay) شرکت تجهیزات ورزشی بلژیکی است، که در سال ۱۹۱۰ توسط امیل دانی تأسیس شد و هم‌اکنون زیرمجموعه‌ای از گروه فریزر می‌باشد.